# 함안 장춘사 석조여래좌상
함안 장춘사 석조여래좌상(咸安 長春寺 石造如來坐像)은 대한민국 경상남도 함안군 칠북면, 장춘사에 있는 통일신라의 불상이다.
1972년 2월 12일 경상남도의 유형문화재 제7호 장춘사 석조여래좌상으로 지정되었다가, 2018년 12월 20일 현재의 명칭으로 변경되었다.

## 개요
왼손에는 약그릇을 들고, 오른손은 손가락 끝이 땅을 향하게 하고 있는 전형적인 석조약사불상으로 현재는 도금 처리하였다.
머리에는 작은 소라 모양의 머리칼을 붙여 놓았으며, 그 위로 상투 모양의 머리묶음이 뚜렷하다. 엷은 미소를 띠고 있는 타원형의 얼굴은 이목구비가 선명하여 박력있는 모습이다. 옷은 왼쪽 어깨와 팔을 감싸 흐르고 있는데, 옷주름이 형식적으로 처리되어 양감이 충분히 나타나지 않는다. 손·무릎 등의 표현도 투박하여 양감이 떨어지는 모습이다.
물방울 모양의 광배(光背)는 원형의 머리광배와 타원형의 몸광배가 조화를 이루고 있는데, 머리광배에는 도식화된 연꽃무늬가 새겨져 있고 가장자리는 불꽃무늬로 둘러싸여 있다.
이 불상은 통일신라시대보다 진전된 새로운 수법이 보이는 것으로 보아 통일신라 후기 내지는 고려 초기에 만들어진 것으로 보인다.

## 현지 안내문
장춘사는 832년(신라 흥덕왕 7)에 무염국사가 신라를 침략하던 왜적을 불력으로 물리치자, 왕이 이에 대한 보답으로 세운 절이라고 전한다. 장춘사에 모셔진 이 불상은 왼손에 약 항아리를 들고 오른손은 부처가 악마를 누르고 깨달음을 이루는 순수간을 형상화한 항마촉지인을 한 전형적인 약사여래불이다. 광배는 두광과 신광으로 이루어져 있는데, 특히 머리 부분의 연꽃과 불꽃 무늬가 이채롭다. 현재의 불상 모습은 원래의 석불에 금박을 입힌 것이다. 전체적인 조각수법으로 보아 통일신라 말기나 고려 초기의 불상으로 보인다.
약사여래불은 동방의 맑고 깨끗한 유리 세계에 머물면서 세상의 모든 질병을 치료하고 재앙을 소멸하며 무지를 고쳐주는 부처로, 대의왕불이라고도 한다. 이곳 장춘사 대웅전 우측 계곡에는 한국에서 이름난 물 100곳 중 하나로 선정된 '약수'가 있다. 이 약수와 관련해서 재미있는 이야기가 전해지고 있다. 당시 무염국사를 모시고 수행하던 20세의 덕원 스님이 불치의 등창과 위염으로 사경을 헤메고 있었다. 이를 본 무염국사가 병의 치료를 위해 기도하던 중 새 한마리가 유난히 지져귀는 곳이 있어 가보니, 땅에 물이 조금 고여 있었다. 신기하게 여긴 무염국사가 그곳을 지팡이로 찔러보니 물이 솟아났는데, 그 물을 덕원 스님에게 먹였더니 병이 깨끗이 완치되었다고 한다. 오늘날에도 그 효험을 좇아 많은 사람들이 이 약수를 찾고 있다.

## 참고 자료
- 함안 장춘사 석조여래좌상 - 국가유산청 국가유산포털